# Осіньчуги
Осеньчу́ги (рос. Осеньчуги) — присілок в Кезькому районі Удмуртії, Росія.
Населення — 17 осіб (2010; 18 в 2002).
Національний склад станом на 2002 рік:
- росіяни — 100 %